# Шенкендеберн
Шенкендеберн (нім. Schenkendöbern) — громада в Німеччині, розташована в землі Бранденбург. Входить до складу району Шпре-Найсе.
Площа — 213,89 км2. Населення становить 3543 ос. (станом на 31 грудня 2020).

## Демографія
- Динаміка населення з 1875 року в сучасних кордонах (Синя лінія: населення; Пунктир: відносна порівняльна динаміка населення землі Бранденбург; Сірий фон: період Третього рейху; Помаранчевий фон: період НДР)
- Динаміка населення (синя лінія) і прогнози

| Рік  | Населення |
| ---- | --------- |
| 1875 | 4 674     |
| 1890 | 4 259     |
| 1910 | 4 286     |
| 1925 | 4 459     |
| 1939 | 4 314     |
| 1950 | 6 484     |
| 1964 | 5 225     |

| Рік  | Населення |
| ---- | --------- |
| 1971 | 4 791     |
| 1981 | 4 170     |
| 1985 | 4 037     |
| 1990 | 3 904     |
| 1995 | 4 120     |
| 2000 | 4 545     |
| 2005 | 4 264     |

| Рік  | Населення |
| ---- | --------- |
| 2010 | 3 942     |
| 2015 | 3 662     |
| 2016 | 3 613     |
| 2017 | 3 613     |
| 2018 | 3 599     |
| 2019 | 3 572     |
| 2020 | 3 543     |

Джерела даних вказані на Wikimedia Commons.

## Галерея

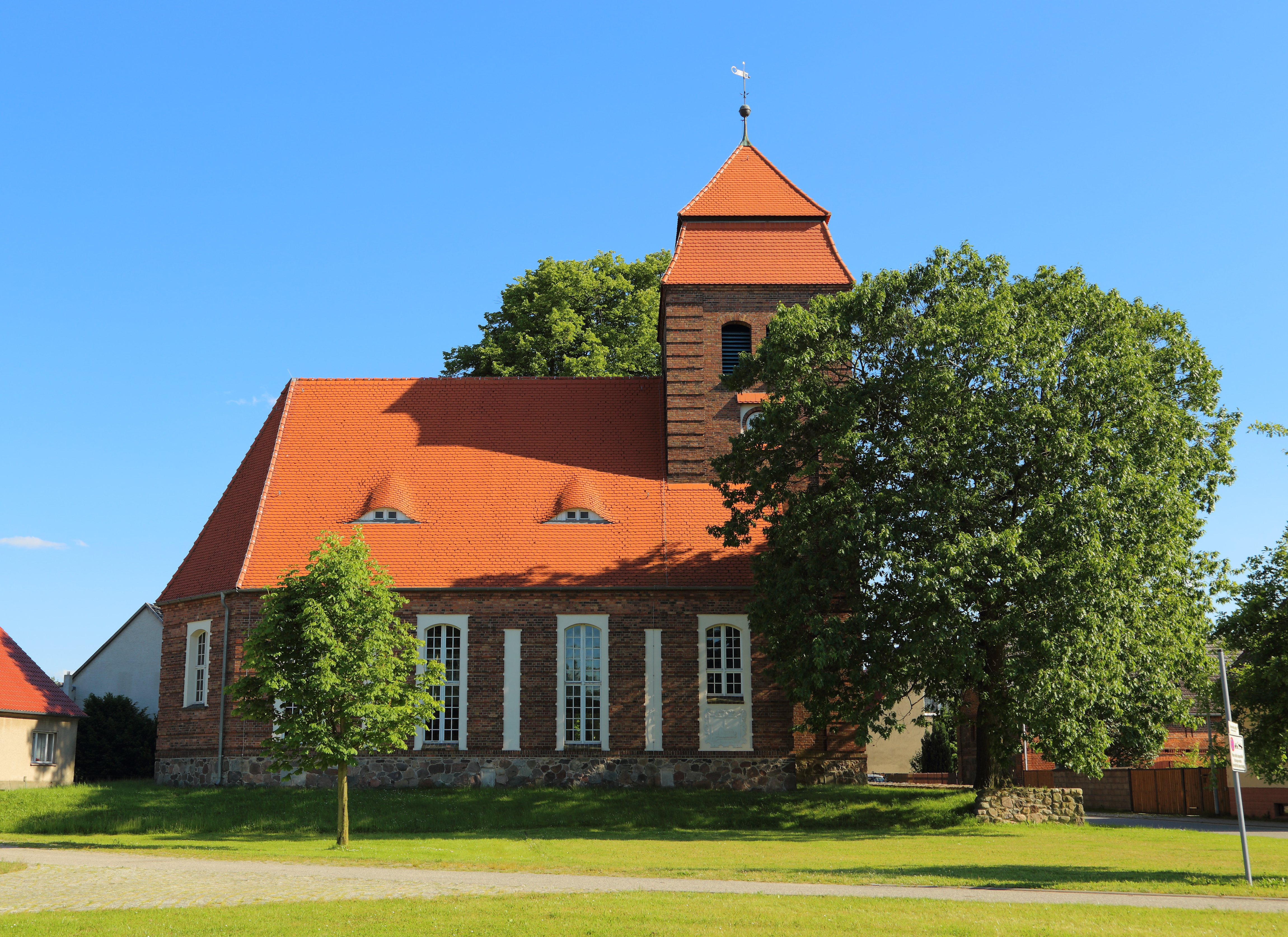
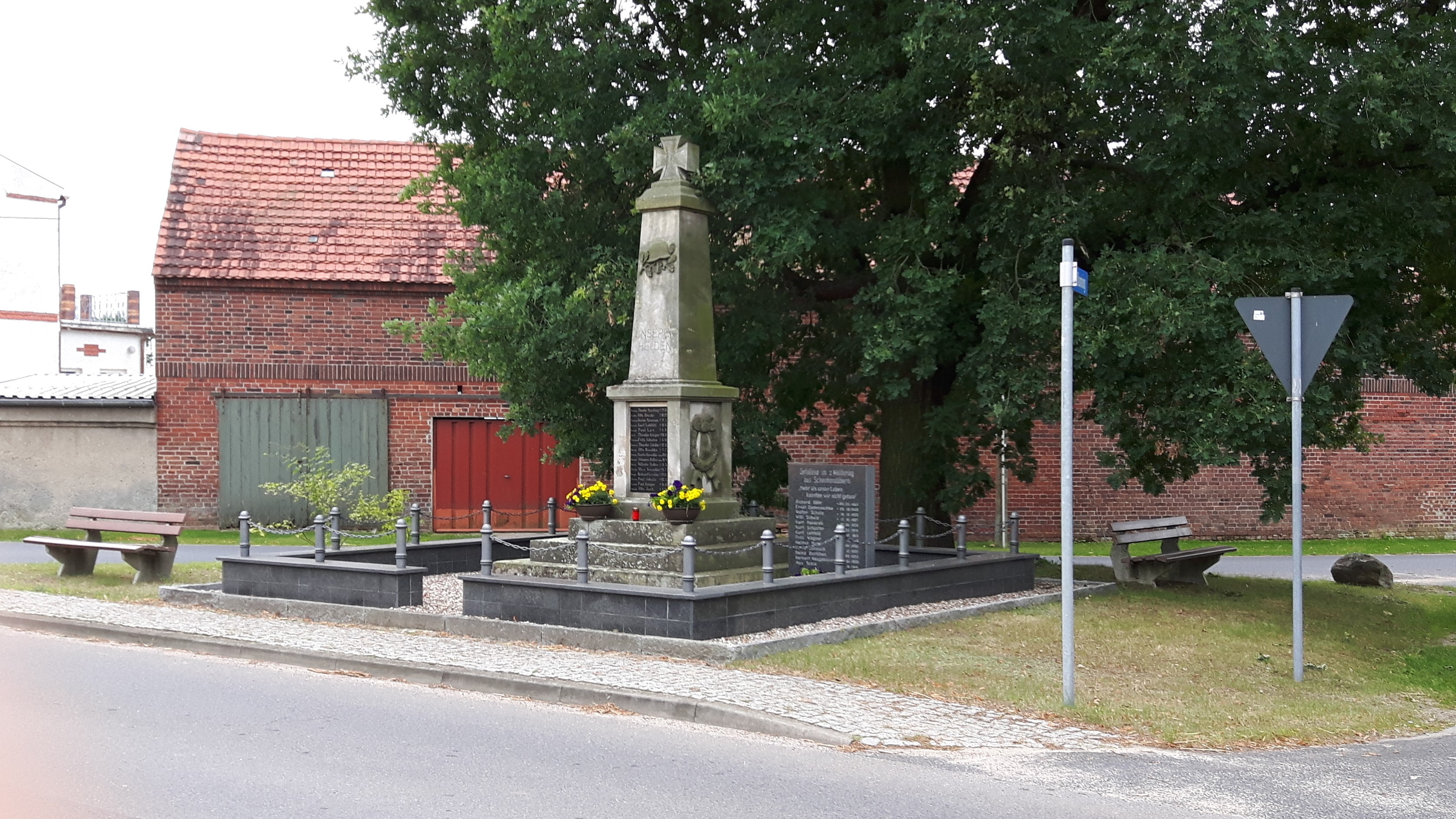